# 康禾河
康禾河，又称红岗水，流经中华人民共和国广东省紫金县和东源县，是东江左岸支流，发源于紫金县东北部的鸡母山（海拔1076米）北麓，蜿蜒西南流至洋潭转西北流，经东源县的康禾镇，于蓝口镇鹊坝村汇入东江。河长68千米，河道比降10.44‰，流域面积413平方千米。